# Wingkomulyo
Wingkomulyo is een bestuurslaag in het regentschap Purworejo van de provincie Midden-Java, Indonesië. Wingkomulyo telt 327 inwoners (volkstelling 2010).